# Seznam brazilských spisovatelů
Seznam brazilských spisovatelů obsahuje přehled některých významných spisovatelů, narozených nebo převážně publikujících v Brazílii.

## A
- Casimiro José Marques de Abreu (1839–1860)
- José Martiniano de Alencar (1829–1877)
- Jorge Amado (1912–2001)

## B
- Chico Buarque (* 1944)

## C
- Paulo Coelho (* 1947)

## F
- Rubem Fonseca (* 1925)

## L
- Clarice Lispector (1925–1977)

## M
- Joaquim Maria Machado de Assis (1839–1908)

## Q
- Mário de Miranda Quintana (1906–1994)

## R
- Graciliano Ramos (1892–1953)
- João Guimarães Rosa (1908–1967)
- Murilo Rubião (1916–1991), představitel magického realismu

## S
- Moacyr Jaime Scliar (1937–2011)

## T
- Lygia Fagundes Telles (* 1923)

## V
- Erico Veríssimo (1905–1975)